# Misanthropie

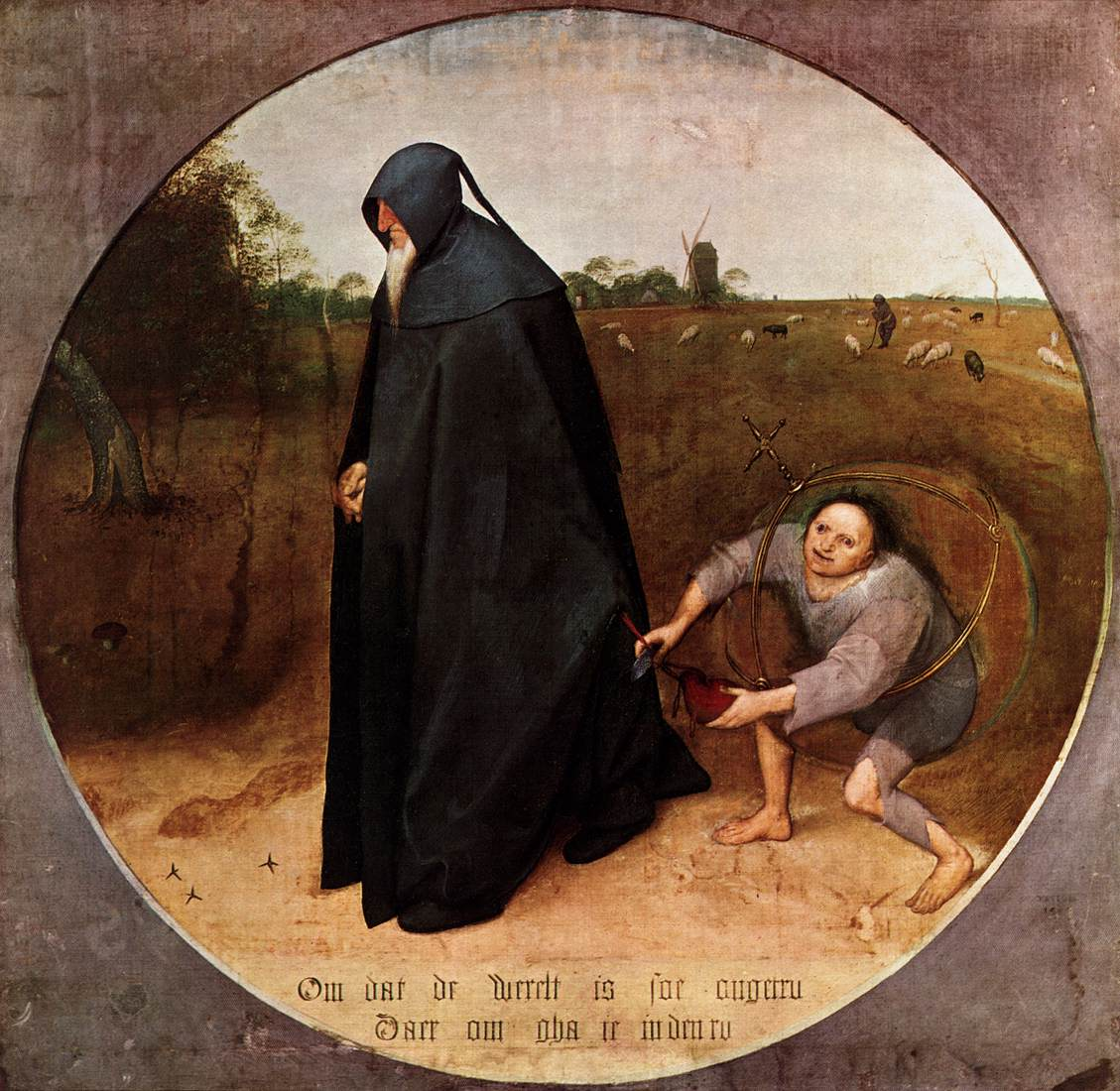
Le Misanthrope, tableau de Pieter Brueghel l'Ancien (1568), musée Capodimonte de Naples. L'inscription en bas du tableau se lit comme suit : « Parce que le monde est perfide, je vais en deuil ».

La misanthropie (du grec ancien μῖσος / mîsos « haine » et ἄνθρωπος / ánthrôpos « homme », « genre humain ») est le fait de détester ou mépriser le genre humain dans son ensemble, sans aucune distinction de sexe, d'ethnie, de religion ou de nationalité.
La misanthropie s'oppose à la philanthropie (attitude de bienfaisance à l'égard d'autres personnes) et ne doit pas être confondue avec la misogynie (sentiment de mépris ou d'hostilité à l'égard des femmes) ou la misandrie (sentiment de mépris ou d'hostilité à l'égard des hommes).

## Dans la philosophie
Dans la philosophie occidentale, la misanthropie est liée au fait de s'isoler de la société humaine. Dans le Phédon de Platon, Socrate définit le misanthrope par rapport à ses semblables : « La misanthropie apparaît quand on met sans artifice toute sa confiance en quelqu'un parce qu'on considère l'Homme comme un être vrai, solide et fiable. Puis, on découvre un peu plus tard qu'il est mauvais et peu fiable… et quand cela arrive, l'intéressé finit souvent… par haïr tout le monde ».
La misanthropie est donc présentée comme le fruit d'attentes déçues, voire d'un optimisme excessif, car Platon soutient que l'« artifice » aurait permis au misanthrope potentiel de reconnaître que la majorité des êtres humains se placent entre le bien et le mal.
Aristote suit une démarche encore plus ontologique : le misanthrope, qui est essentiellement un homme solitaire, n'est pas du tout un Homme : il doit être un monstre ou un dieu, opinion reflétée dans la renaissance de la misanthropie comme un « état monstrueux ».